# Лесной, Александр Михайлович
Александр Михайлович Лесной (род. 28 июля 1988) — российский легкоатлет, специализирующийся в толкании ядра.

## Биография
Выступает за «Динамо» (Краснодарский край). Тренер - А.В. Синицын
Чемпион Летней Универсиады 2013 года. Чемпион России 2014,,2017,2018,2019,2020,2021 года.
Чемпион зимнего кубка европы 2014,2018 года. Финалист чемпионата мира.